# Neceser

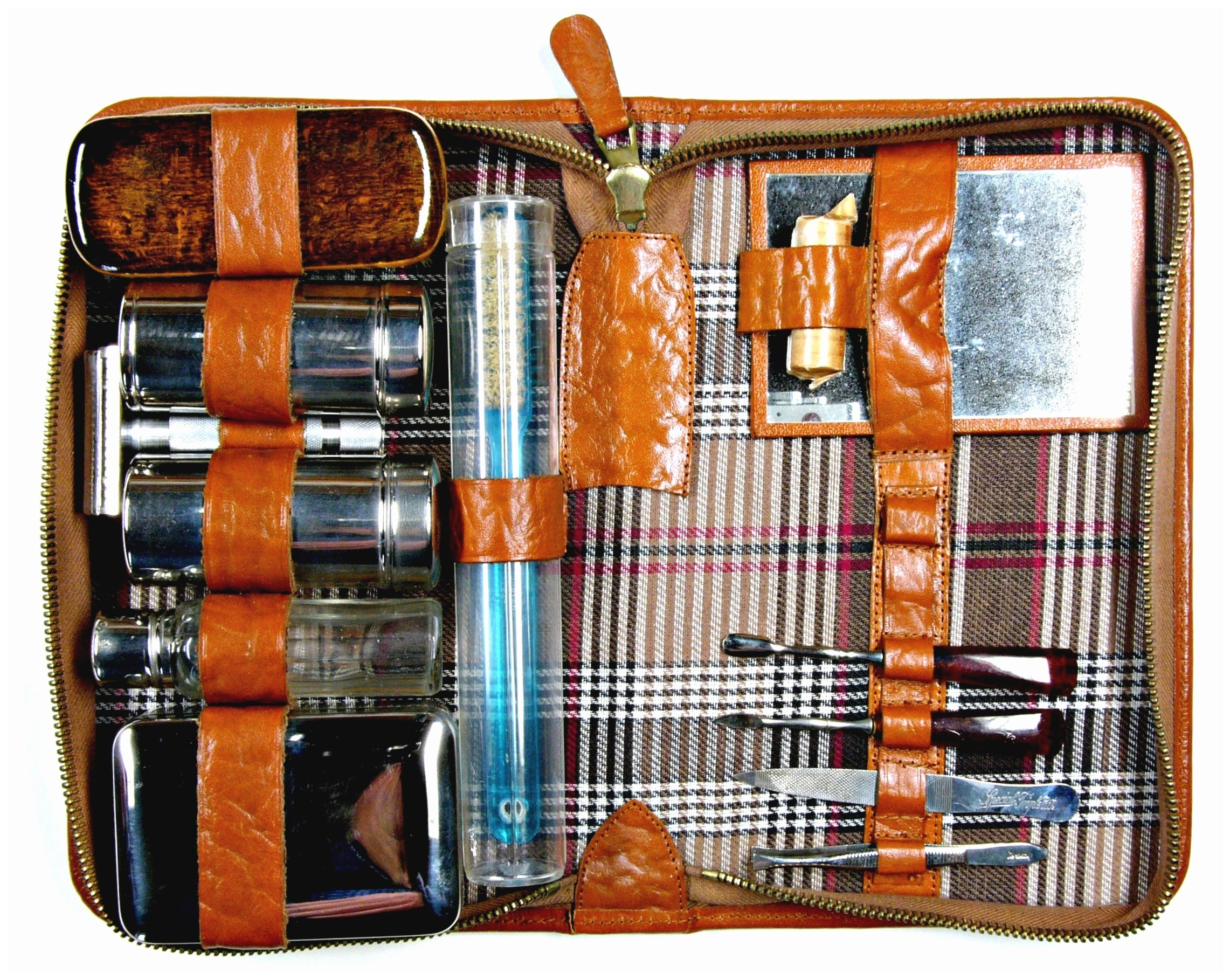
Neceser de los años 1950

Un neceser es una maleta pequeña o estuche que sirve para contener y transportar artículos de higiene. 
El neceser (del francés nécessaire, necesario, y éste a su vez del latín necessarius) es un estuche utilizado desde el siglo XIX para introducir pequeños frascos, botes, tijeras, brochas y otros utensilios utilizados para las operaciones de belleza e higiene. Se utilizan para guardarlos o transportarlos, sobre todo, con motivo de traslados o viajes. En los neceseres se introducen tanto los artículos necesarios para el cuidado y el aseo diario como algunos medicamentos o artículos de farmacia: gasas, tiritas, etc.

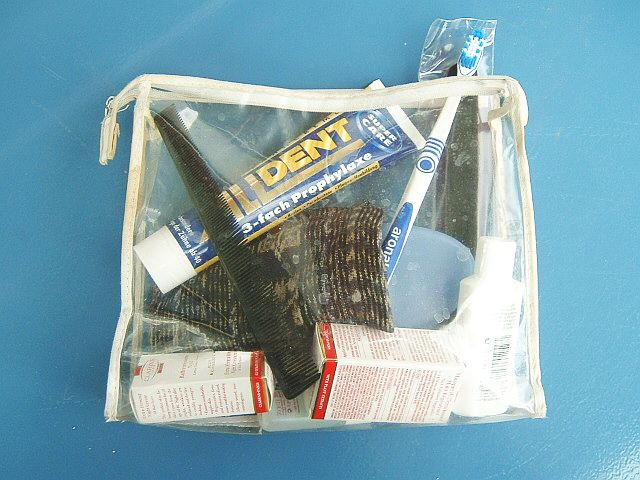
Neceser

La mayoría de los neceseres se utilizan para introducir productos variados. Sin embargo, algunos contienen artículos específicos por el usuario al que van destinados o por su función. Así ocurre con aquellos destinados exclusivamente a artículos de maquillaje o los neceseres de bebé en que se guardan las colonias, jabones y toallitas particulares para su aseo. 
Existen neceseres de variadas formas y capacidades, desde los más sencillos en forma de una mera bolsa con cremallera hasta los más completos consistentes en un maletín con diversos compartimentos y receptáculos en los que se introducen los objetos para que no se muevan. Los maletines tienen un asa exterior independiente y se trasladan como una maleta más pudiendo incluso  facturarse en los vuelos. 
Los neceseres de higiene consistentes en una bolsa se transportan dentro de las maletas junto con el resto de prendas y complementos.

## Etimología
La influencia francesa en el vocabulario español tuvo su auge en el siglo XVIII, cuando los españoles viajaban a Francia para aprender el idioma y, al regresar, traían numerosos términos que popularizaban en España. Esta influencia, que declinó en el siglo XIX, está probablemente en el origen de la palabra neceser. Cabe destacar que en francés la palabra nécessaire no se utiliza de la misma manera que neceser en castellano, sino que generalmente va acompañada de un complemento: nécessaire de voyage (neceser de viaje), nécessaire de, à couture (neceser de costura), etc.